# 森林小丘
森林小丘（Forest Hills）是纽约市皇后区一个以居住为主的社区（Community）。最初，该地区被称为“白罐”（Whitepot）。其北边、东边和南边的边界分别为长岛高速公路、大中央快速路和联盟收费公路。Google地图显示其西边的边界大致沿102街（102nd Street）、67道（67th Avenue）及长岛铁路以前的洛克威海滩支线；而《纽约市百科全书》定义的西边边界则为连接大道和以前的洛克威海滩支线。:469
森林小丘有着伟大的网球传统，其森林小丘体育场在1978年之前曾主办过美国网球公开赛，而西边网球俱乐部也为其会员提供优质草地网球场。繁华的奥斯丁街（Austin Street）横贯森林小丘，遍布餐馆和连锁店。森林小丘还与法拉盛草原可乐娜公园和森林公园接壤。

## 历史

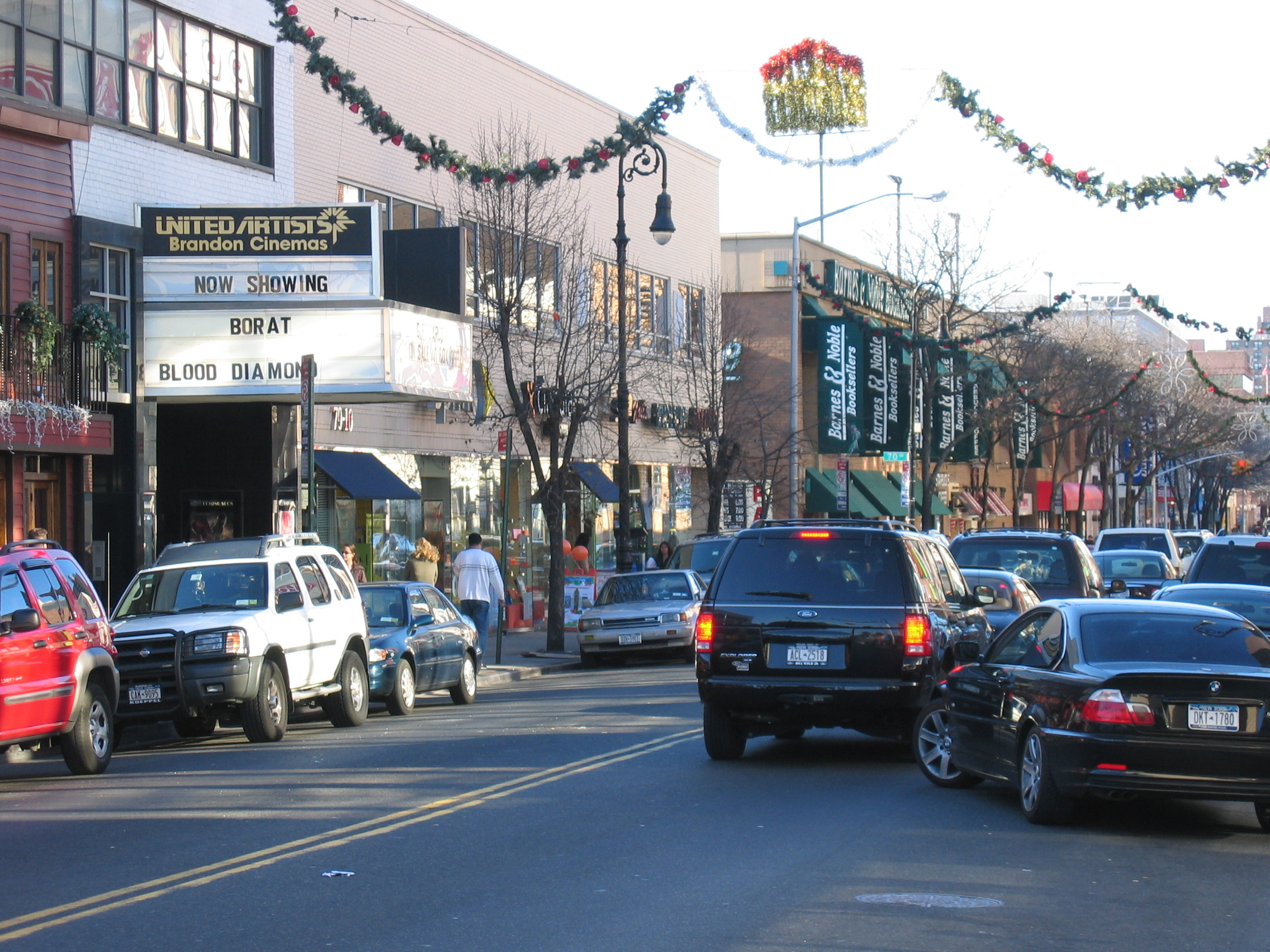
奥斯丁街，主要商业区

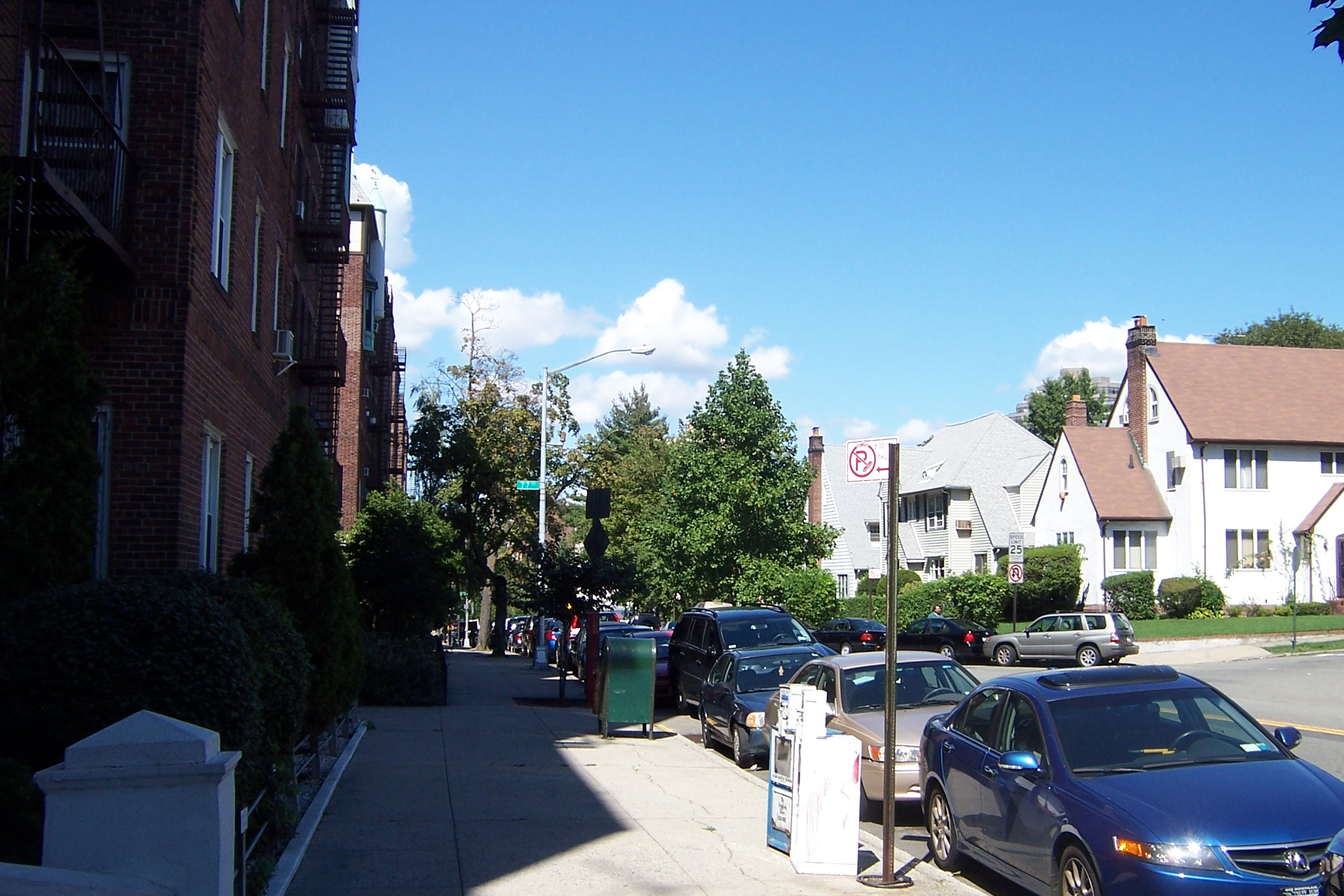
奥斯丁街东南部，一侧是典型的皇后区六层红砖公寓楼，另一侧是自住别墅

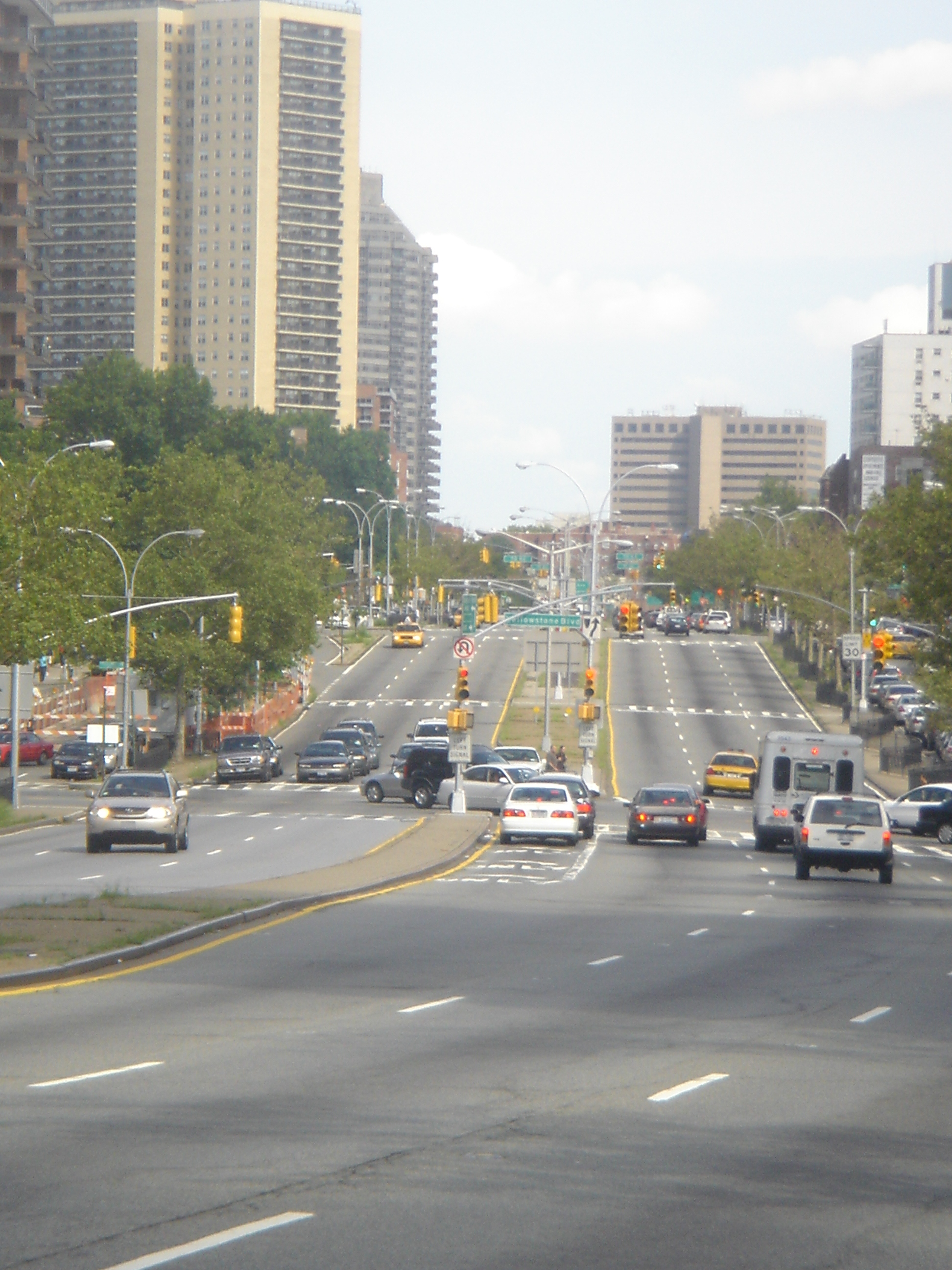
皇后大道，东向

### 开发
1895年，森林小丘南边相邻的公园——森林公园开始开发。1896年开始，绿化公司奥姆斯特德-奥姆斯特德-艾略特（Olmsted, Olmsted & Eliot）签约为该公园提出一项计划。:469
1906年，由布鲁克林检察官科德·迈耶领导的科德·迈耶开发公司（Cord Meyer Development Company），买下了包含六个农场的成片土地。这六个农场分别为阿斯甘·巴克斯（Ascan Bakus）、卡斯帕·约斯特-斯普林斯廷（Casper Joost-Springsteen）、霍雷肖·N·斯夸尔（Horatio N. Squire）、艾布拉姆·V·S·洛特（Abram V. S. Lott）、萨拉·V·波尔莫（Sarah V. Bolmer）和詹姆斯·范·斯克伦（James Van Siclen）。该公司随后参照“森林公园”，将这块总计600英畝（240公頃）的地区改名为“森林小丘”。在这块土地上建造了一批独栋住宅，这些住宅由建筑师罗伯特·塔潘（Robert Tappan）和威廉·帕特森（William Patterson）等人设计。:469森林小丘的道路也在1910年之前建成。:470森林小丘现今的阿斯甘道（Ascan Avenue），其命名即源自阿斯甘·巴克斯。
1908年，拉塞尔·塞奇基金会的创始人玛格丽特·奥利维亚·斯洛克姆·塞奇，从科德·迈耶开发公司手中买下了142英畝（57公頃）土地。这片土地被用来开发“森林小丘花园”，位于森林小丘的南面。:470著名建筑师格罗夫纳·阿特伯里接受了设计森林小丘花园的任务。该社区计划采用英格兰花园社区的模式，拥有自己的旅馆、停车场和邮局。并且还设计了狭窄、蜿蜒的道路，以限制过境交通。因此，森林小丘有许多都铎式住宅。更多的住宅也蔓延到了森林小丘花园，但大多数则较为集中，该区域大致北至68道（68th Avenue）、南至72路（72nd Road）、西至108街（108th Street）、东至大中央快速路。:470该地区的建造使用了装配式建筑技术，每所房子由大约170块标准化的预制板建造而成，这些预制板并非在现场制造，并且通过起重机来进行安装。这些房屋大部分是在1910到1917年之间建成的。:470
1911年，长岛铁路的森林小丘站投入使用，两年后，皇后大道电车线路也投入运营。长岛铁路的车站有一个红砖庭院、一座钟塔，以及拱形的下穿通道，很好地融入了周围的森林小丘花园社区。:470由于铁路和电车都能通到曼哈顿，这两种交通选择的出现刺激了森林小丘的发展。:469

### 发展
1914年，西边网球俱乐部从曼哈顿搬至森林小丘花园。:469他们在1923年建造了森林小丘网球场，该体育场大约有13,000个座位。:469在1978年以前，美国网球公开赛及其前身全国锦标赛都在那里举行，这使得森林小丘在这几代人中成为了网球的代名词。森林小丘还短暂存在过一个高尔夫球场。1922年，皇后谷高尔夫俱乐部（Queens Valley Golf Club）开始在该社区建设高尔夫球场，并于1924年建成开放。:469然而，该俱乐部于1938年被关闭，以便开发商可以利用球场这块地来建造住房。
皇后大道在1920年代被拓宽。:469同一时期，皇后大道地铁线也开始规划，并建议在森林小丘设置两座车站：在71道设置一个快车站供所有列车停靠，并在75道设置一个慢车站。在1920年代后期，因为有通地铁的预期，开发商将土地买走并着手兴建。分区法也被修改，以允许建造十五层的公寓楼。森林小丘社区也成为一个更理想的居住地，尤其是因为它是一个快车站。皇后区区长乔治·U·哈维预言，引入地铁到森林小丘，将把皇后大道变为“皇后区的公园大道”。:731931年，地铁开挖。:4691936年，森林小丘的两座地铁站与皇后大道线的其它六座车站一起开通。
森林小丘的人口在1920年代末几乎翻番，从1927年的9,500人，增加到三年后的18,207人。在地铁开通后的1940年，人口已经增加到32,500。:469此时，由于第二次世界大战，其发展在很大程度上停止了。战后，森林小丘花园大约有25块空地被开发。同时，森林小丘的独栋房屋被夷为平地，以建造新的公寓楼。到1960年代，森林小丘花园的土地全部被开发，但直到1990年代中期，森林小丘本身仍然有一些空地。:469-470

### 近期历史
1972年，森林小丘议会拟议了一个公营住宅项目，打算在62马路（62nd Drive）和108街（108th Street）建造三栋24层高楼，但遭到了居民的抗议。中产阶级的居民们认为，穷人会住进这些公营住宅，这将降低社区的生活质量。而该项目的支持者则指责居民们种族歧视，因为开发所拟迁入的居民将主要是少数族群。由于围绕森林小丘房屋的争议，市长约翰·林赛遭到了强烈反对。马里奥·库默，一名律师即后来的纽约州州长，奉命调解这场争端，并成功将项目规模缩小了一半。纽约市住房局最终执行了一项严格的筛选过程，来筛选未来森林小丘房屋的居民，其中包含给老年人和较贫困户的配额。:469
在二十世纪七八十年代，该社区的种族变得更加多样化。对森林小丘未来居民的歧视性条款被取消，来自伊朗、印度、以色列和苏联的移民开始居住在森林小丘。:470

## 人口

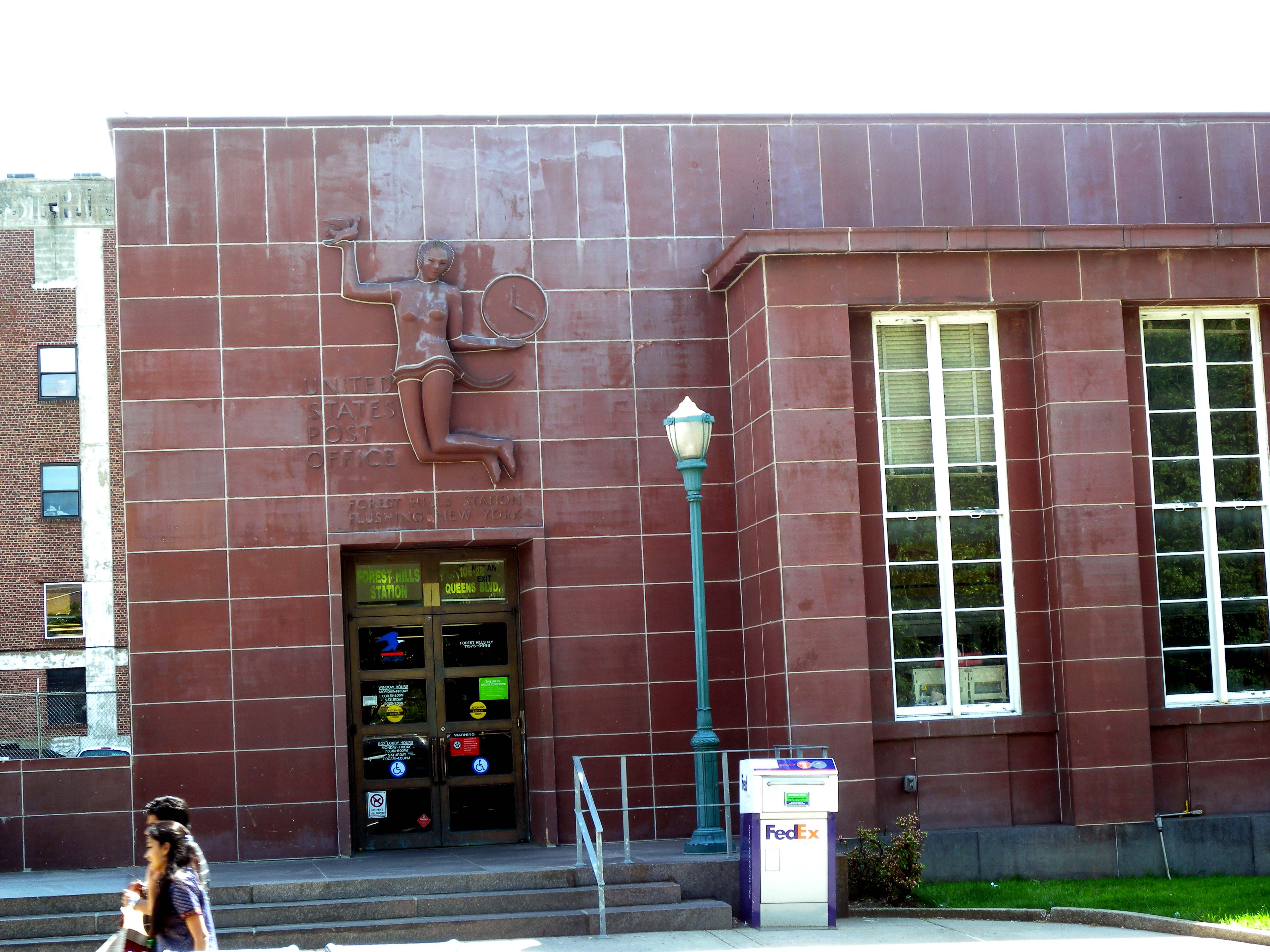
邮局，外观为运动主题

根据2010年美国人口普查的数据，森林小丘的人口是86,364，较2000年的85,046人增长了1,318（1.5%）。该社区覆盖面积为1,328.22英畝（537.51公頃），因此人口密度为63.0名居民每英畝（40,300名居民每平方英里；15,600名居民每平方）。
森林小丘是皇后区在家工作的居民百分比最高的社区之一，达到受雇人群的4.4%。
该社区的种族比例为，白人58.3%（48,822人），非洲裔2.5%（2,086人），美国土著0.1%（63人），亚裔24.2%（20,233人），太平洋岛民0.0%（22人），其他种族0.4%（373人），有2.1%（1,719人）来自两个或多个种族。西语裔或拉丁裔各种族占了总人口的12.4%（10,410人）。
从历史上看，森林小丘已经有许多犹太人居民。雷哥公园和森林小丘之间的区域居住着许多布哈拉犹太人，是世界上以色列以外地区中最大的聚居区之一。

## 土地使用

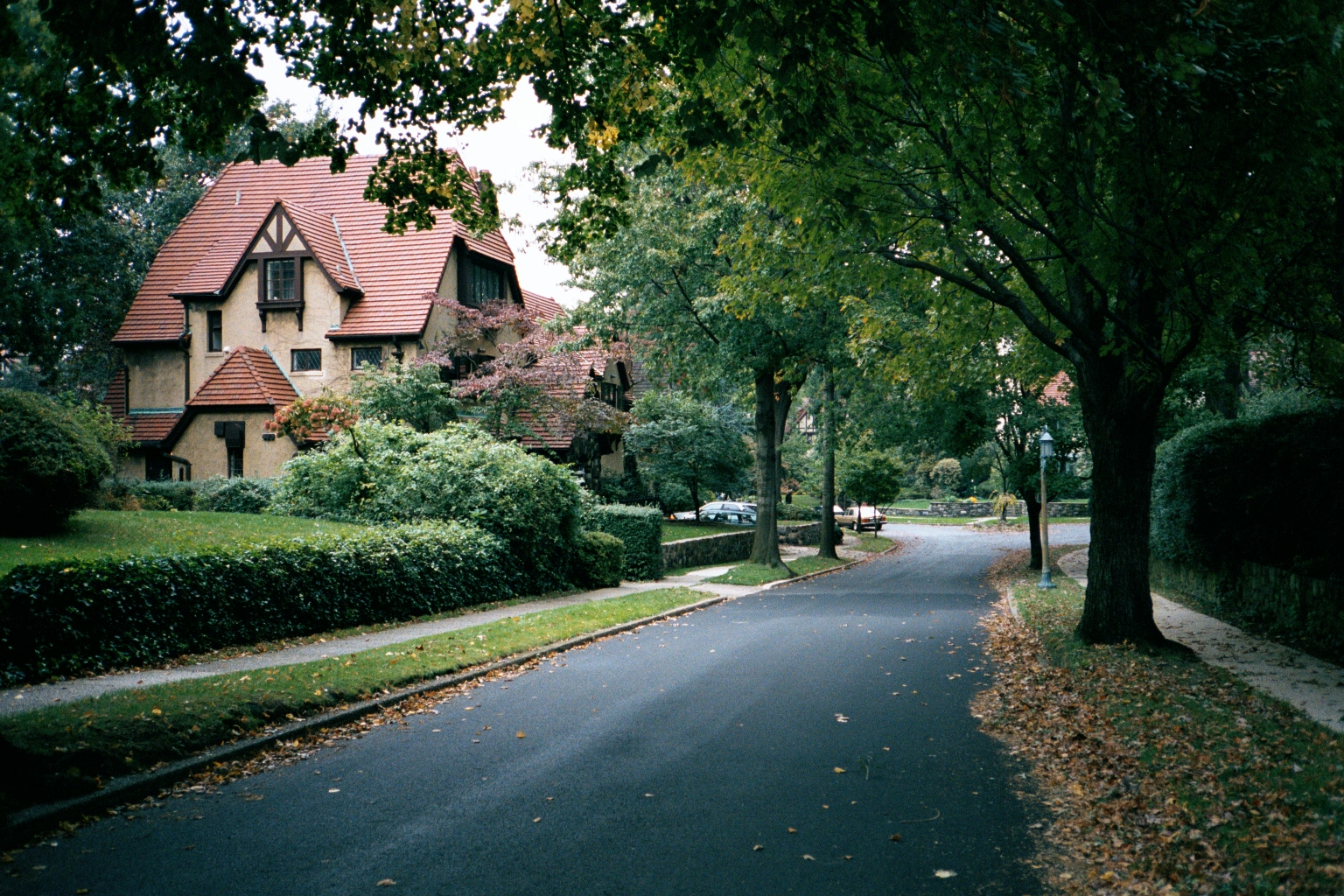
森林小丘花园，森林小丘的一部分

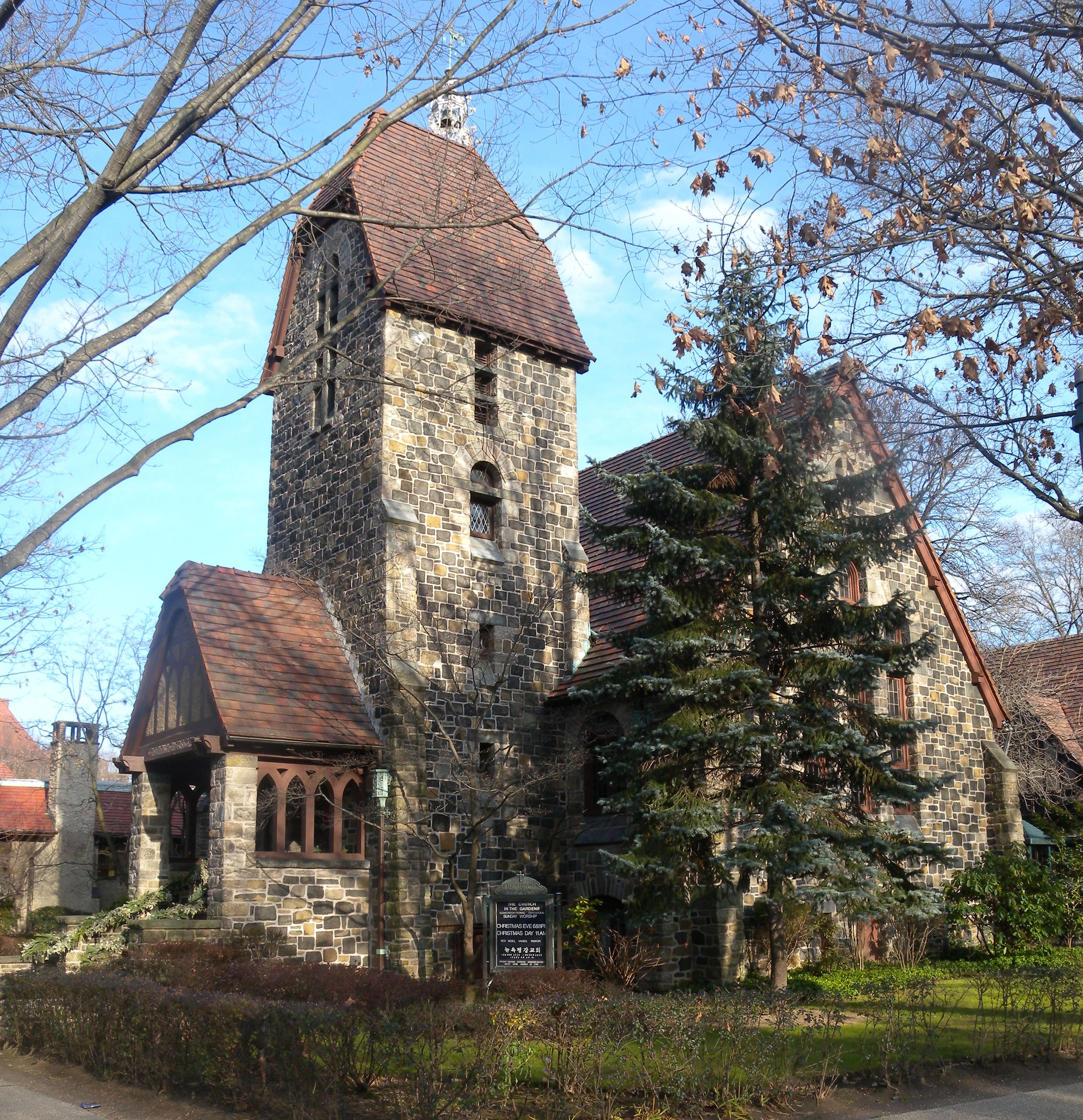
森林小丘花园的一座教堂

森林小丘的南部有一片独特的高档住房，多种多样的房屋混合在一起，从独栋别墅、联排别墅，到低层和高层公寓楼。长岛铁路南边的森林小丘花园区域是一个私人社区，有一些住宅地产是皇后县最贵的。在1970年代之前，这一直受到排他性契约的约束，其中并未载有明确的经济、社会或种族限制。埃里克·P·纳什（Eric P. Nash）在2002年的《纽约时报》上发表了一篇文章，是他对《一处现代世外桃源》一书的评论，其中说到，即使“工薪阶层”也被排除在外。2007年，森林小丘花园被《别墅生活》杂志评为“最佳社区”。邻近的范考特（Van Court）社区也有一些独栋别墅。在西边网球中心附近有一些联排别墅，在大都会道附近有一些独栋木屋。最后，还有许多公寓楼分散在整个社区。最显眼的高层公寓楼是108街（108th St）上的大陆（The Continental）、肯尼迪住宅楼（Kennedy House）、顶峰（Pinnacle），帕克塔楼（Parker Towers）、温莎（Windsor）和2014年竣工的17层豪华公寓楼阿斯顿（Aston）。
在森林的最北边，62马路（62nd Drive）和108街，紧邻长岛高速公路处，有一个纽约市住房局的低收入住宅项目森林小丘合作住宅。当1970年代初开始建造时，在森林小丘更高档区域的居民中引起了争议。
森林小丘的北边是科德·迈耶家的社区，那里也有独栋别墅。有些独栋别墅在翻盖后，新的别墅比原先的要大，这给该区域的建筑整体性带来了巨大影响。然而，布哈拉犹太人社区却拥护这种变化，这些居民是从1990年代后期开始在该区域大量定居的，他们说他们的家庭人口大大增加了，因此需要更大的房子。

## 知名地点

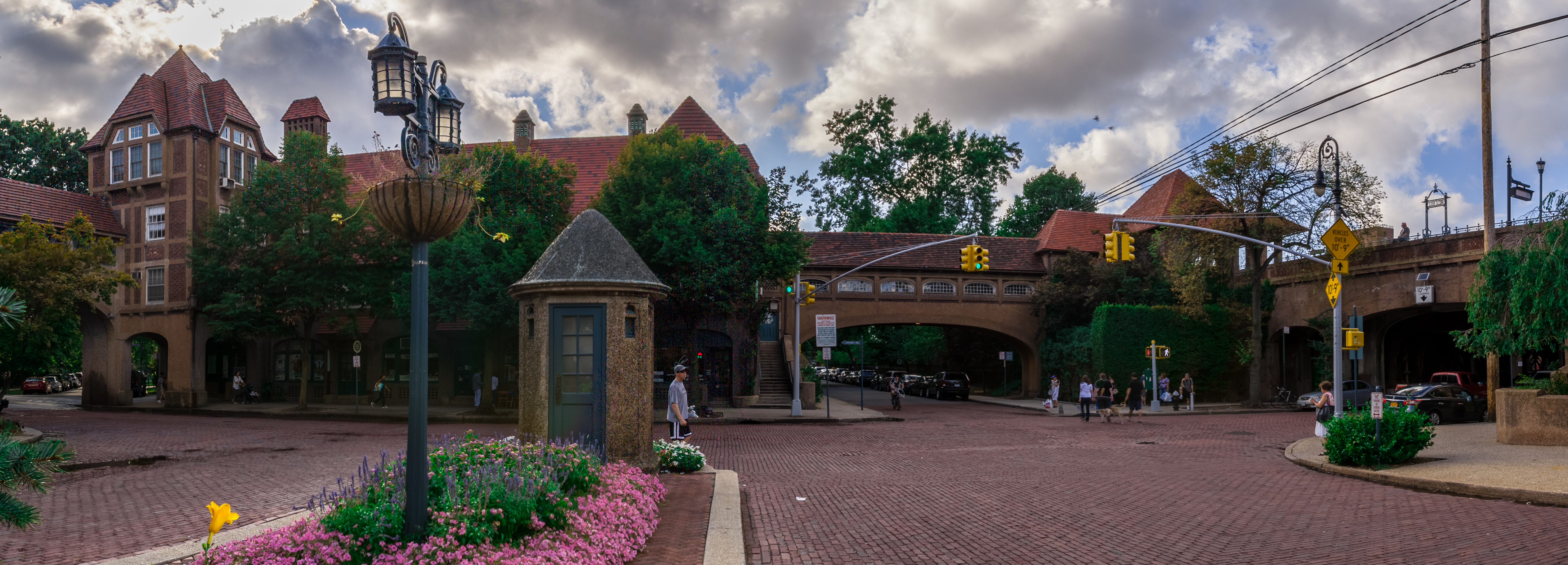
车站广场全景

森林小丘曾经是美国网球公开赛的举办地，当时比赛在西边网球俱乐部举行。后来该比赛搬到了大约4英里（6.4）外的、位于法拉盛草原可乐娜公园的美国网球协会比莉·珍·金网球中心。当美国公开赛在森林小丘体育场比赛时，该比赛通常仅仅被称为“森林小丘”，就如同全英草地网球联合会锦标赛被简称为“温布尔登”一样。在2001年的电影《天才一族》中，卢克·威尔逊饰演的角色参加的网球比赛，就是在森林小丘的西边网球俱乐部。在希区柯克1951年的电影《火车怪客》中，主角（法利·格兰杰扮演）是一名职业网球运动员。在一个关键场景中，有一场漫长的比赛就是在该俱乐部进行的，其中有对该社区周围的独特镜头。在美国公开赛搬到法拉盛草原之后，该体育场举办过很多音乐会，其中包括甲壳虫乐队。2013年夏天，该体育场继续举办音乐会，当时演出的是英国摇滚乐队蒙福之子，观众爆满。体育场官员说，他们现在每个季度都会举办多达六场音乐或文化活动。
奥斯汀街（Austin Street）是一条繁忙而现代的街，街上遍布商店、咖啡馆、餐馆和其它店铺。它已经成为森林小丘的中心，甚至因其魅力吸引了来自其它社区的人。
有两座纪念碑矗立在森林小丘花园：一座是为了悼念一战的受害者，名为“伟大的战争”；另一座是哥伦比亚号帆船的桅杆，该船曾于1899年和1901年两度夺得帆船美洲杯。
园中教堂、圣卢克主教教堂和森林小丘邮局都被列在国家史迹名录中。

## 教育

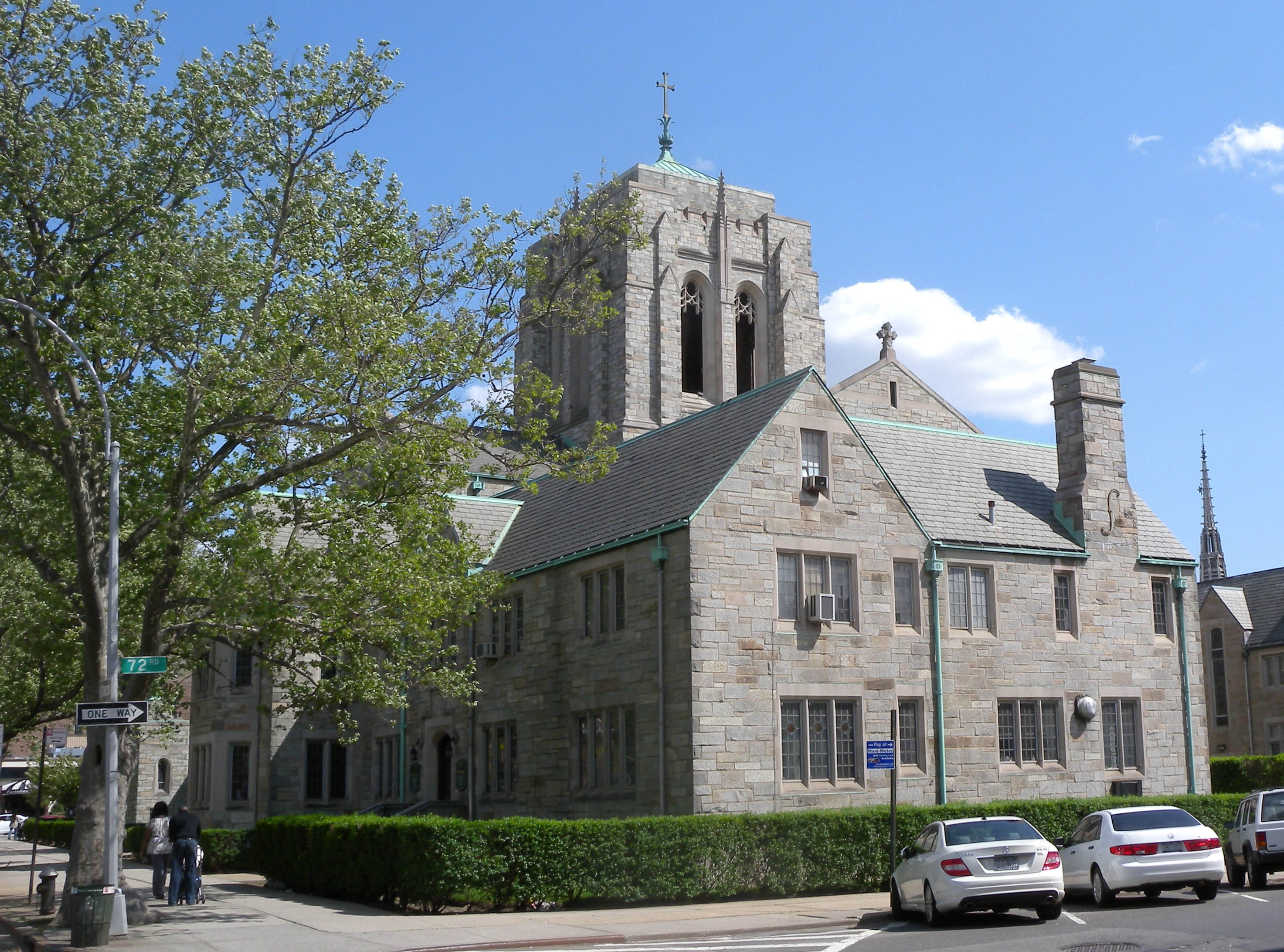
我们的殉道者女王（Our Lady Queen of Martyrs）罗马天主教堂

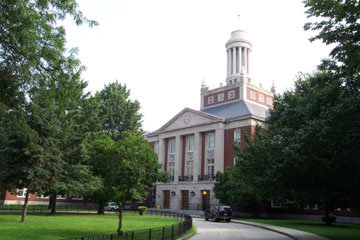
森林小丘高中

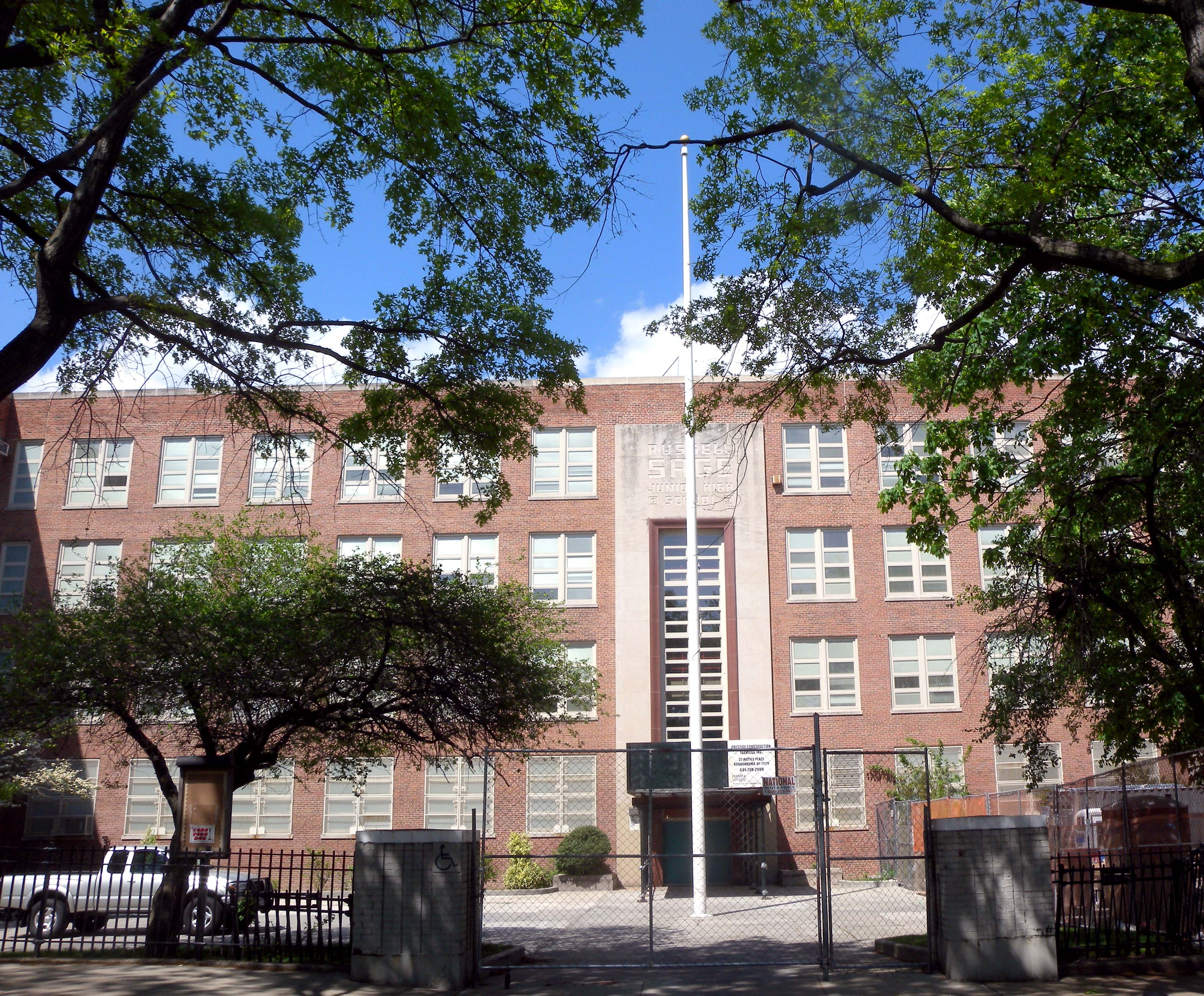
拉塞尔·塞奇（Russell Sage）初中

森林小丘由纽约市教育局提供服务。

### 小学
小学生会进入几个不同的公立小学，包括：
- 101园中小学 （页面存档备份，存于）
- 144杰罗姆斯·雷姆森上校小学（英语：P.S. 144 Col. Jeromus Remsen School）
- 174威廉·希尼山小学 （页面存档备份，存于）
- 175林恩·格罗斯发现小学 （页面存档备份，存于）
- 196大中央快速路小学 （页面存档备份，存于）
- 220爱德华·曼德尔小学 （页面存档备份，存于）

### 中学
森林小丘的初中生可以进入雷哥公园的157斯蒂芬·A·哈尔西初中 （页面存档备份，存于）（通常称为“哈尔西”）或者森林小丘的190拉塞尔·塞奇初中 （页面存档备份，存于）（通常称为“塞奇”），以及一所最新的完中167中学（也称为大都会探险学习学校，Metropolitan Expeditionary Learning School，简称MELS），“一所可持续城市的学校”。该校与纽约市外展有合作关系。纽约市中学生从进入21世纪开始，自主选择申请高中，因为森林小丘高中和皇后区大都会高中都不再受到分区政策的约束。纽约市所有的学生都可以申请纽约市范围内其它地区的高中。除森林小丘高中以外，来自157初中和190初中的学生，有很大比例会被纽约市的其它高中录取。许多157初中的学生还会进入布朗克斯科学高中和布鲁克林技术高中。
从传统上来说，190初中的很多学生，除了布朗克斯科学高中之外，还会选择进入史岱文森高中和汤森德·哈里斯高中学习。森林山小丘的很多学生还会选择到全球教育文凭学校去上初中和高中，这是一所位于阿斯托里亚的公立完全中学，教授国际文凭课程。从其它地区考入森林小丘高中的学生，有许多是申请了该校的法律和人文科学（Law & Humanities）计划，或者卡尔·萨根计划的数学和科学提高班。森林小丘高中从2006年开始，通过试音来为他们的教学音乐与表演艺术学院（Academy of Instructional Music and Performing Arts）招收学生。森林小丘高中出过一些著名的毕业生，包括前美国财政部长杰克·卢、第一位太空游客丹尼斯·蒂托、NBA球员厄尼·格伦费尔德，以及许多娱乐界明星，包括音乐家伯特·巴卡拉克、西蒙和加芬克尔、雷蒙斯合唱团。
森林山小丘的私立学校包括两所天主教学校——我们仁慈的夫人（Our Lady of Mercy）和我们的殉道者女王（Our Lady Queen of Martyrs），以及一所独立学校邱林学校。美国总统唐纳德·特朗普早年就曾在邱林学校就读。
歌多拉·卢巴维奇犹太中学（Yeshiva Gedolah Lubavitch）是一个超正统的哈巴德高中，也是Tomchei Temimim的分支，也位于森林小丘。

### 大学
布拉姆森ORT大学是一所本科教育学院，它由犹太人慈善机构世界ORT的美国分支机构运作。其主校区位于森林小丘，在布鲁克林有一个分校区。杜鲁学院/NYSCAS在森林小丘有一个分校区。广场学院是一所小型的区域认可的学院，提供联培及学士学位，也位于森林小丘。

### 公共图书馆
森林小丘有两座图书馆——森林小丘图书馆和北森林公园图书馆，均由皇后图书馆运营。

## 交通

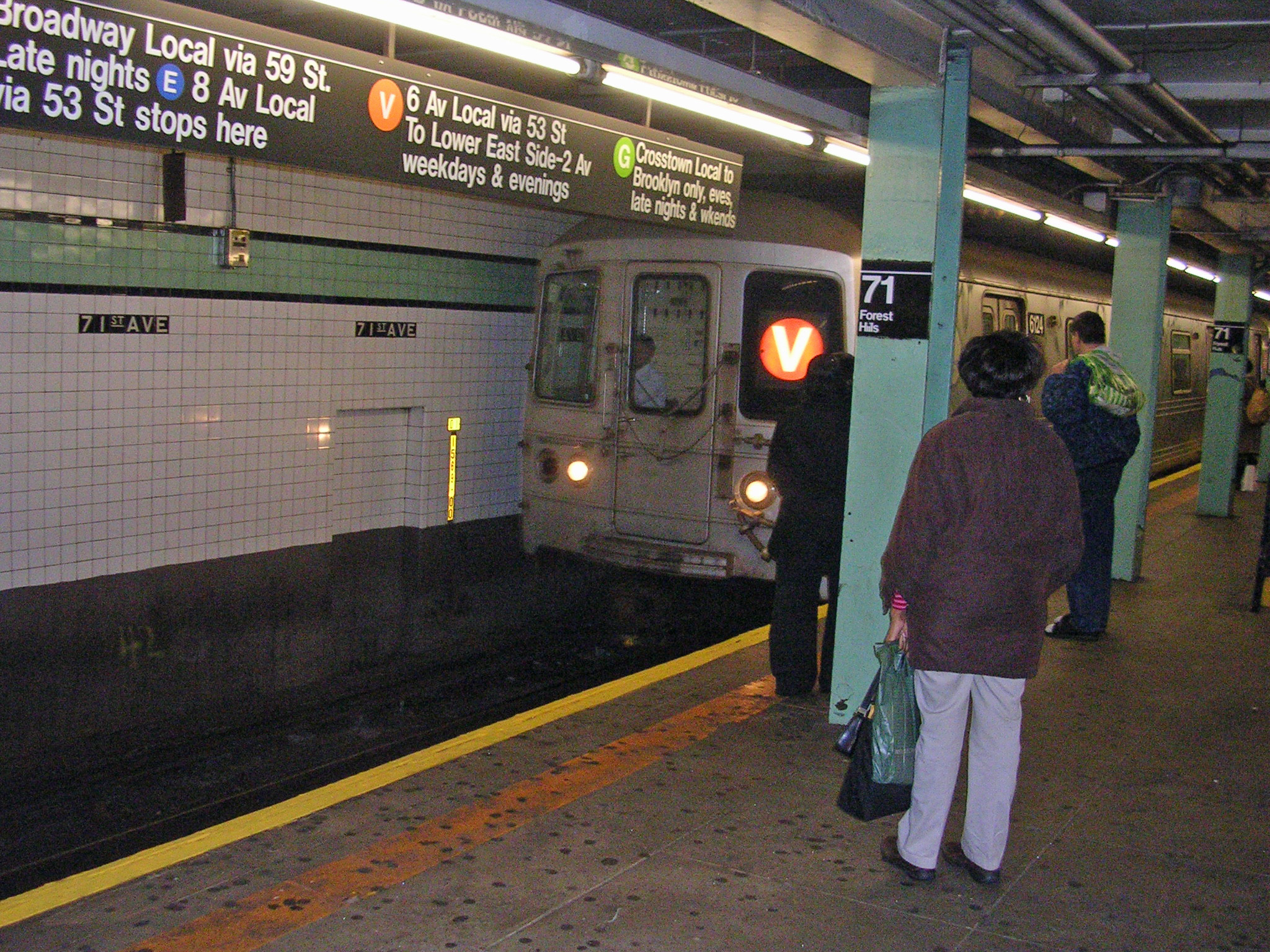
地铁站

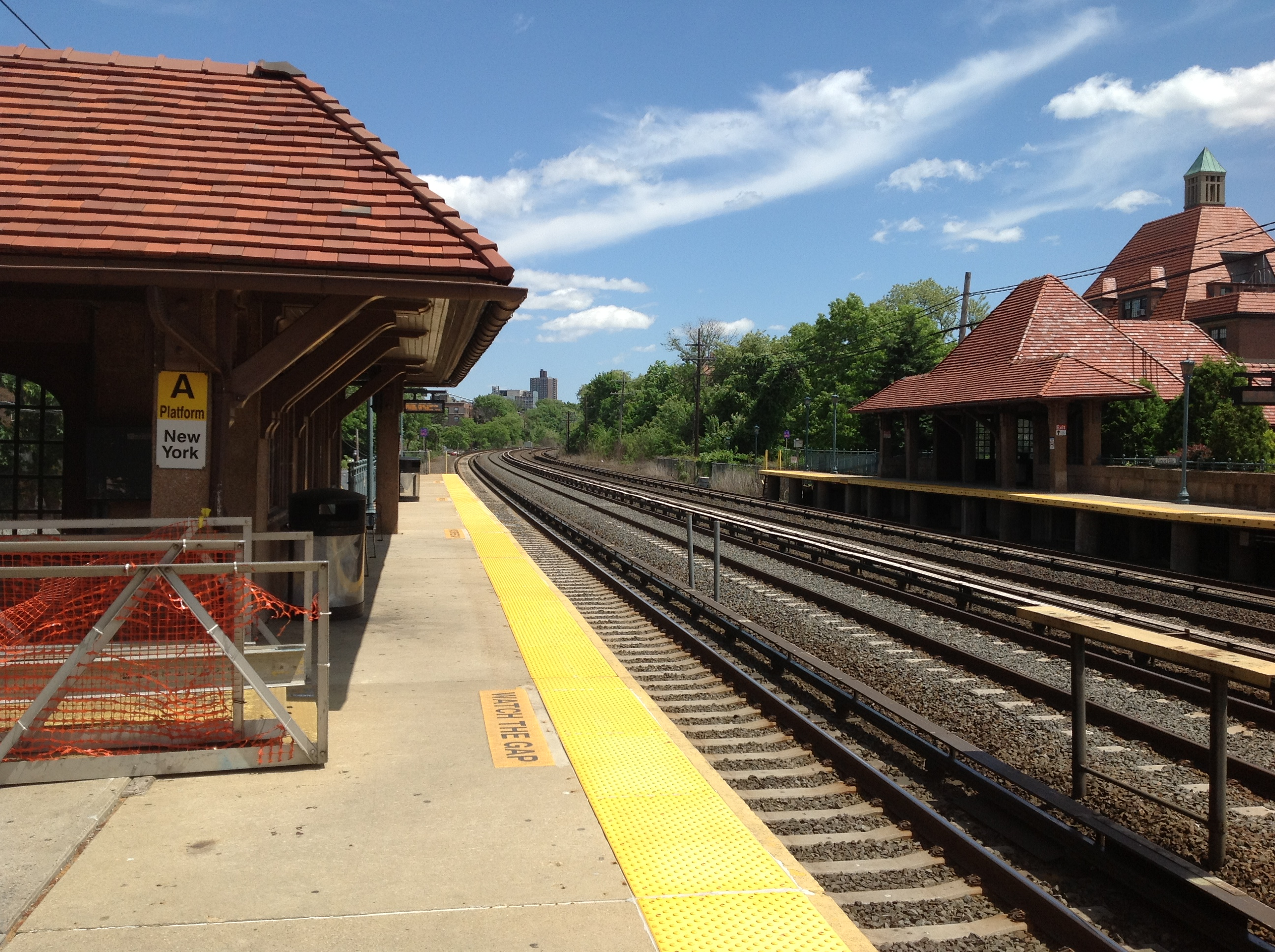
长岛铁路车站

主要通道是皇后大道，该路的宽度和复杂性已经导致大量行人死亡，故有“死亡大道”之称。大都会道以其古董商店而闻名。森林山小丘的商业中心位于奥斯汀街，在黄石大道（Yellowstone Boulevard）和阿斯甘道之间大约一英里长。阿斯甘道的名字是1909年开发商弗雷德里克·巴克斯以自己父亲阿斯甘·巴克斯二世（Ascan Backus, II）的名字命名的。
森林小丘地铁站是地铁的快车站，位于大陆道和皇后大道的交叉路口，E，F，<F>，M，與R 線在此停靠。慢车站75道站（停靠E，F，與<F> 線）也位于这一区域。快车站邱园地铁站（E，F，與<F> 線）的某些出入口也服务于森林小丘的东南部。在森林小丘的西北部，还有慢车站67道站，停靠F，M，與R 線。
该社区还有一个通勤火车站，即长岛铁路的森林小丘站。
多条MTA区域公共汽车运营线路，包括慢车Q23、 Q60、 Q64，以及QM4、 QM11、 QM12、 QM18服务该区域。

## 公园及休闲
有两座在皇后区相当大的公园与森林小丘相接壤，它们均由纽约市公园及休闲局管理：占地1,255英畝（5.08平方）的法拉盛草原可乐娜公园，是两届世界博览会（1939年和1964年）的举办地，以及标志性的法拉盛大地球仪的所在地；以及占地544英畝（2.20平方）的森林公园。森林小丘内部的公园和游乐场包括：黄石市政公园（Yellowstone Municipal Park）–凯斯曼游乐场（Katzman Playground），位于黄石大道，68道（68th Avenue）和68路（68th Road）之间；安纳达尔游乐场（Annadale Playground），位于黄石大道，64路（64th Road）和65道（65th Avenue）之间；柳湖游乐场（Willow Lake Playground），位于大中央快速路，71道（71st Avenue）和72道（72nd Avenue）之间；埃伦赖希-奥斯汀游乐场（Ehrenreich-Austin Playground），位于奥斯汀街，76道（76th Avenue）和76马路（76th Drive）之间；以及拉塞尔·塞奇游乐场（Russell Sage Playground），位于68道（68th Avenue），奥斯汀街和布思街（Booth Street）之间。

## 流行文化
虚构的漫画角色蜘蛛侠的家被设定在森林小丘。他本名彼得·帕克（Peter Parker），在英格拉姆街（Ingram Street）20号（40°42′46″N 73°50′36″W / 40.712805°N 73.843281°W）长大。在该系列中，这所房子被描述为一座朴素的两层楼寄宿公寓，由他的梅婶经营。
雷蒙斯合唱团也出自森林小丘。在67道（67th Avenue）和110街（110th Street）、森林小丘高中前面，有一条雷蒙斯路（Ramones Way），即以该乐队命名。
西蒙和加芬克尔均在1958年毕业于森林小丘高中。该二人组合曾于1966年、1967年和1968年，以及1970年的两个晚上，在森林小丘体育场演出。保罗·西蒙曾于2016年举办归乡（Homeward Bound）告别巡演期间，再次回到森林小丘体育场。

## 名人

### 音乐界
- 奥卡菲娜（1989-），饶舌歌手[55]
- 伯特·巴卡拉克（1928-），音乐家，获得6次格莱美奖、3次奥斯卡奖
- 沃尔特·贝克尔（英语：Walter Becker）（1950-），音乐二重奏钢铁浮标（英语：Steely Dan）之一[56]
- 沃尔特·伊根（英语：Walter Egan）（1948-），创作歌手，代表作《磁与铁（英语：Magnet and Steel）》
- 盖理·科福斯特（英语：Gary Kurfirst）（1947–2009），音乐会发起人及唱片制作人[57]
- 凯耶里·米努奇（英语：Chieli Minucci）（1958-），爵士音乐家，艾美奖获得者[58]
- 闵小芬（1961-），琵琶演奏家及声乐家[59]
- 洛瑞·诺托（Lore Noto，1923–2002），外百老汇制作人，代表作音乐剧《爱海高飞（英语：The Fantasticks）》（又译《油脂》、《梦幻爱程》）[60]
- 雷蒙斯合唱团，开创性的朋克摇滚乐队：
  - 迪·迪·雷蒙（英语：Dee Dee Ramone）（1951–2002），乐队的贝斯手和作曲[61]
  - 乔伊·雷蒙（英语：Joey Ramone）（1951–2001），乐队的主唱和作曲[62]
  - 约翰尼·雷蒙（英语：Johnny Ramone）（1948–2004），乐队的吉他手[63]
  - 汤米·雷蒙（1952–2014），乐队的鼓手和唱片制作人[64]
- 雷纳托·鲁索（英语：Renato Russo）（1960–1996），巴西乐队领队[來源請求]
- 西蒙和加芬克尔，著名美国民谣摇滚音乐组合[65]
  - 保罗·西蒙（1941-），创作型歌手
  - 亚特·加芬克尔（1941-），歌手及演员[66]
- 塔蒂亚娜·特罗亚诺斯（英语：Tatiana Troyanos）（1938–1993），次女高音，因其在大都会歌剧院的工作而知名[67]
- 杰夫·韦恩（英语：Jeff Wayne）（1943-），音乐家，代表作《世界大战》[68]
- 莱斯利·韦斯特（英语：Leslie West）（1945-），硬摇滚乐队山（英语：Mountain (band)）的成员[69]

### 影视界
- 汉克·阿扎里亚（1964-），演员及配音演员[70]
- 大卫·卡鲁索（1956-），演员，出演过《犯罪现场调查：迈阿密》和《纽约警局蓝（英语：NYPD Blue）》[71]
- 坎迪·达琳（1944–1974），沃霍尔超级明星（英语：Warhol superstars），她出现在很多安迪·沃霍尔的电影中[72]
- 约翰·R·迪尔沃思（英语：John R. Dilworth）（1963-），动画制作者，创造了卡通频道的《胆小狗英雄》[73]
- 比利·埃西纳（英语：Billy Eichner）（1978-），喜剧演员，演员及《比利当街》的主持人[74]
- 史蒂夫·霍夫施泰特尔（英语：Steve Hofstetter）（1979-），喜剧演员/广播名人[75]
- 艾伦·金（1927–2004），演员/喜剧演员[76]
- 安德里亚·金（英语：Andrea King）（1919–2003），女演员[77]
- 大卫·克伦荷茨（1978），演员[78][79]
- 迈克尔·兰德勒（英语：Michael Landon）（1936–1991），演员，曾出演《富矿带（英语：Bonanza）》和《牧场小屋（英语：Little House on the Prairie (TV series)）》[80]
- 卡罗尔·奥康纳（1924–2001），演员，饰演过的最出名角色是《一家子》中的阿奇·邦克（英语：Archie Bunker）[81]
- 瑞克·奥弗顿（英语：Rick Overton）（1954-），演员及喜剧演员[82]
- 塞尔玛·里特尔（英语：Thelma Ritter）（1902–1969）女演员[83]
- 雷·罗曼诺（1957-），演员-喜剧演员，代表作《人人都爱雷蒙德》[84]
- 克里斯·拉什（英语：Chris Rush）（1946-2018），脱口秀喜剧演员[85]
- 琼·肖利（英语：Joan Shawlee）（娘家姓富尔顿，1926–1987），女演员[86]
- 托德·斯特劳斯-舒尔森（英语：Todd Strauss-Schulson）（1980-），电影导演、编剧、制片、剪辑及摄影[87]
- 弗雷德·斯通（英语：Fred Stone）（1873–1959），演员
- 亨利·威尔森（1911–1978），好莱坞经纪人[88]
- 杰克·怀亚特（英语：Jack Wyatt）（1917–2008），美国广播公司《忏悔（英语：Confession (TV series)）》的主持人；美国圣公会牧师[89]
- 皮亚·扎多拉（英语：Pia Zadora）（1953-），女演员

### 其它艺术界
- 约瑟夫·鲍勒（英语：Joseph Bowler）（1928-），艺术家及插画家[90]
- 迈克尔·A·伯斯坦（英语：Michael A. Burstein）（1970-），科幻作家[91]
- 塞奇·多甫拉托夫（英语：Sergei Dovlatov）（1941–1990），俄罗斯短篇小说家和小说家；2014年，63马路（63rd Drive）与108街（108th Street）的街角被以他的名字命名[92]
- 唐娜·卡兰（1948-），时尚设计师[93]
- 乔·麦金尼斯，美国作家，撰写过大量政治书籍，包括尼克松、里根、莎拉·佩林和奥巴马。
- 木心，中国著名画家、作家、诗人，于1996年搬至森林小丘，直到2006年回国。[94]
- 凯瑟琳·韦伯（英语：Katharine Weber）（1955-），小说家，写了五部小说，包括《三角》（Triangle）和《真正的甜点（英语：True Confections）》
- 阿道夫·亚历山大·温曼（英语：Adolph Alexander Weinman）（1870–1952），雕塑家

### 政商界
- 雅各布·阿拉伯（英语：Jacob Arabo），雅各布公司（英语：Jacob & Co）创始人[95]
- 杰罗丁·费拉罗（1935–2011），美国众议院议员，电视名人[96]
- 艾伦·G·海韦希（英语：Alan G. Hevesi）（1940-），被贬职的纽约前监查官[97]
- 约翰·弗朗西斯·海兰（英语：John Francis Hylan）（1848–1936），纽约市市长（1918–1925）[98]
- 杰克·卢（1955），2013-2017年间任美国财政部长[99]
- 特吕格韦·赖伊（1896–1968），第一任联合国秘书长，从1946任职至1952年[100]
- 亨利·欧文，美国外交官与布鲁金斯学会的领导人（1969年至1978年）
- 迈克尔·西马诺维茨（1971–2017），纽约州众议院议员[101]
- 黛比·瓦瑟曼·舒尔茨（英语：Debbie Wasserman Schultz）（1966-），佛罗里达州第20届国会选区（英语：Florida's 20th congressional district）的美国众议院议员[102]
- 丹尼斯·蒂托（1940-），第一位太空游客
- 唐纳德·特朗普，企业家、美国总统，曾在森林小丘的邱林学校就读
- 安东尼·韦纳（1964-），政治家

### 体育界
- 丹尼尔·布坎兹（英语：Daniel Bukantz）（1917–2008）奥林匹克击剑运动员[103]
- 厄尼·格伦费尔德（1955-），华盛顿奇才的总经理及前球员[104]
- 埃塞尔·D·雅各布斯（英语：Ethel D. Jacobs）（1910–2001），良种马的主人和驯养者，赫希·雅各布斯（英语：Hirsch Jacobs）的妻子[105]
- 赫希·雅各布斯（英语：Hirsch Jacobs）（1904–1970），良种马骑师，埃塞尔·D·雅各布斯（英语：Ethel D. Jacobs）的丈夫[106]
- 杰克·麦考利夫（英语：Jack McAuliffe (boxer)）（1866–1937），世界轻量级拳击冠军[107]
- 波尔加·苏珊（1969-），前女子国际象棋世界冠军[108]
- 蕾妮·理查兹（英语：Renée Richards）（曾用名理查德·拉斯金德[Richard Raskind]，1934-），网球运动员[109]
- 布兰奇·瑞基（英语：Branch Rickey）（1881–1965），美国职业棒球大联盟管理人[110]
- 鲍勃·塔夫茨（英语：Bob Tufts）（1955-），美国职业棒球大联盟前投手[111]
- 曼努埃尔·亚扎（英语：Manuel Ycaza）（1938-），入选国家赛马博物馆和名人堂（英语：National Museum of Racing and Hall of Fame）的骑师[112]

### 其它
- 戴维·巴尔的摩（1938-），诺贝尔生理学或医学奖获得者[113]
- 吉米·布雷斯林（英语：Jimmy Breslin）（1930-），记者[114]
- 戴尔·卡耐基（1888–1955），自我修养讲师及《如何赢取友谊与影响他人》的作者，[115]住在温多弗路（Wendover Rd）27号
- 约翰·V·霍根（英语：John Vincent Lawless Hogan）（1890–1960），广播的开创者[116]
- 海伦·凯勒（1880–1968），演说家、作家、资金筹集人、激进分子。[117]其当年所住别墅位于现112街（112th St）71-11号，但已被拆除[118]
- 哈维·J·莱文（英语：Harvey J. Levin）（1924–1992），国际公认的通信经济学开创者，长岛第一个讲座教授的持有者[119][120]
- 米歇尔·“大麦克”·米兰达（英语：Michele Miranda）（1896–1973），热那亚犯罪家族（英语：Genovese crime family）的参谋（英语：Consigliere），热那亚犯罪家族是二十世纪五六十年代最强大的纽约黑帮之一[121]
- 威廉·赖希（1897–1957），心理医生，因其机体能（英语：Orgone）理论而知名[122]
- 丹尼尔·利波科夫（英语：Daniel Ribacoff）（1959-），私家侦探及《史蒂夫·威尔科斯秀（英语：The Steve Wilkos Show）》的测谎机专家[123]
- 吉迪恩·亚戈（英语：Gideon Yago）（1978-），记者，曾供职于MTV和CBS新闻[124]